# Nerijus Astrauskas
Nerijus Astrauskas (ur. 18 października 1980 w Szawlach) – litewski piłkarz grający na pozycji napastnika, reprezentant kraju.

## Kariera

### Klubowa
Profesjonalną karierę zaczynał w ojczystym kraju w FK Szawle i FC Vilnius. Później grał w Polsce w Radomiaku Radom. W polskiej lidze jednak nie zadebiutował. wrócił do FC Vilnius. W następnym sezonie grał w łotewskim Liepājas Metalurgs, Interas-AE Wisaginia, znowu FC Vilnius, Ayia Napa FC i Niki Volos F.C.

### Reprezentacyjna
Nerijus Astrauskas zagrał dwóch meczach reprezentacji.